# Alumine Vaika saar
Pour les articles homonymes, voir Vaika.
L'île Alumine Vaika (en estonien : Alumine Vaika saar) est une île de la mer Baltique appartenant au parc national de Vilsandi,  dans le comté de Saare en Estonie.